# Ádám Hanga
Ádám Hanga, né le 12 avril 1989 à Budapest, en Hongrie, est un joueur hongrois de basket-ball. Il évolue au poste d'ailier.

## Carrière
Ádám Hanga a débuté le basket dans le club du BLF KK à Budapest avant d'arriver à l'Alba Fehérvár, dans le championnat hongrois en 2006 à l'âge de 17 ans. Il joue pour le club hongrois jusqu'en 2011.
En 2009, il participe à l'Eurocamp avec des joueurs comme Brandon Jennings, Rodrigue Beaubois, Boban Marjanovic, Patrick Beverley, Edwin Jackson et Tomas Satoransky.
En mai 2011, il rejoint le championnat espagnol et le club de l'Assignia Manresa. Il signe pour deux saisons.
Le 23 juin 2011, il est drafté en 59e position par les Spurs de San Antonio.
En juillet 2013, il reste en Espagne et s'engage pour quatre saisons avec le club de Laboral Kutxa.
En août 2014, il est prêté au club italien de Sidigas Avellino pour la saison 2014-2015. À l'issue de la saison, il retourne dans son club espagnol avec qui il joue le dernier match de la saison.
En août 2016, le club de foot du FC Barcelone souhaite échanger son joueur Douglas (en l'envoyant renforcer le club d'Alavès) contre Ádám Hanga. L'échange ne se fait pas et Hanga joue la saison 2016-2017 avec son club.
En mai 2017, Hanga est élu meilleur défenseur de l'Euroligue 2016-2017, devançant Ekpe Udoh.
En juin 2017, des rumeurs annoncent que les Spurs souhaiteraient le faire venir en NBA. Des contacts entre les deux parties ont même lieu durant le mois d'août. Finalement, il rejoint le FC Barcelone pour trois saisons et un salaire de 7,5 millions d'euros et les Spurs engagent Rudy Gay,. Il critique sur Instagram la gestion de son cas par les Spurs.
Avec le Barça, il remporte la Coupe d'Espagne en 2018.
En juillet 2019, il prolonge avec le club catalan jusqu'en 2022.
En juillet 2021, Hanga quitte le Barça pour s'engager pour deux saisons avec le grand rival du Barça, le Real Madrid.
Le 12 juillet 2023, il signe un contrat de deux saisons avec l'Étoile rouge de Belgrade.

## En équipe nationale
Ádám Hanga est international hongrois.
En junior, avec la sélection hongroise, il participe aux championnats d'Europe U16 en 2005, U18 en 2006 et 2007, à l'Eurobasket Division A en 2009 et 2011. En senior, il participe aux qualifications de l'EuroBasket 2013.
Il participe à l'EuroBasket 2017 avec la Hongrie, pour la première fois depuis 1999, et son équipe est éliminée en huitième de finale par la Serbie. Il est le capitaine de l'équipe pendant le tournoi. La Hongrie remporte deux matches pour la première fois de son histoire dans un championnat d'Europe face à la République tchèque et la Roumanie.

## Palmarès
- Coupe d'Espagne : 2018, 2019
- Champion d'Espagne en 2021 et 2022